# Open Hub
Open Hub (ehemals Ohloh) ist ein Online-Dienst zur Katalogisierung von Open-Source-Softwareprojekten. Erfasst werden Grunddaten wie Projektname, Homepage, Kurzbeschreibung, Lizenz und Repository. Basierend auf diesen Daten erstellt Open Hub Statistiken zu dem Projekt, welche Unternehmen bei der Entscheidung über die Anschaffung freier Software unterstützen können.
Folgende Statistiken erstellt Open Hub:
Überblick
unter anderem Reife des Codes, Kommentare im Code, Entwicklungsteamgröße, Historische Entwicklung der Beiträge.
Codeanalyse
Verwendete Programmiersprachen, Lines of Code und Kommentare, Historische Entwicklung des Codes.
Projektmitarbeiter
Anzahl der Commits pro Mitarbeiter, Historische Entwicklung.
Veröffentlichungen
die letzten Commits inkl. Kommentare.
Neben den Projektstatistiken gibt es auch Statistiken für Personen und Organisationen, die zu den Softwareprojekten beitragen.
Ähnliche Projekte, aber mit anderer Zielsetzung, sind SourceForge und Freshmeat.

## Geschichte
Open Hub wurde 2004 unter dem Namen Ohloh von den beiden ehemals bei Microsoft beschäftigten Managern Jason Allen und Scott Collison in Bellevue, Washington gegründet. Zu den weiteren Beteiligten gehört der Entwickler Robin Luckey.
Am 28. Mai 2009 wurde bekanntgegeben, dass Ohloh von SourceForge übernommen wurde.
Am  30. September 2010 hat Black Duck Software die Seite von Geeknet (der Firma hinter SourceForge) gekauft.
Am 15. Juli 2014 wurde die Umbenennung in Black Duck Open Hub angekündigt und kurz darauf vollzogen.
Das Portal wuchs in der Vergangenheit enorm an. So umfasste es im Dezember 2007 noch 99.977 Personen mit 9.824 Projekten in 32 Programmiersprachen und 58 dokumentierten Open-Source-Lizenzen. Im Oktober 2009 waren es bereits 399.334 Personen mit 413.261 Projekten in 77 Programmiersprachen und 253 Open-Source-Lizenzen.